# Homosexualität in Jamaika

Geografische Lage von Jamaika

Homosexualität unterliegt in Jamaika weitgehend gesellschaftlicher Ächtung und homosexuelle Handlungen sind illegal.

## Rechtslage
In Jamaika ist der sexuelle Akt zwischen Männern gesetzlich verboten. Frauen betrifft dieses Gesetz de facto nicht; es wird an keiner Stelle des Gesetzes Bezug darauf genommen. Sex zwischen zwei Männern wird mit bis zu 10 Jahren Haft bestraft.
Das Gesetz Offences Against the Person Act stellt im Artikel 76 das „verabscheuungswürdige Verbrechen des Analverkehrs“ mit Menschen oder Tieren unter Gefängnisstrafe mit Zwangsarbeit von bis zu zehn Jahren.
Dazu stellt Artikel 77 auch das Vorhaben von jeglichem „Fehlverhalten“ oder einen Versuch, das Besagte zu tun, mit bis zu sieben Jahren unter Gefängnisstrafe.
Artikel 79 stellt die Beihilfe oder die Veranlassung zu solchen „groben Sittlichkeitsvergehen“ zwischen Männern mit bis zu zwei Jahren Haft unter Strafe, die durch Zwangsarbeit ergänzt werden kann.
„Grobes Sittlichkeitsvergehen“ wird im Gesetzestext nicht weiter definiert. Der Artikel wurde aber schon verwendet, um jeglichen männlichen Sexualkontakt und sogar Händchenhalten zwischen Männern zu bestrafen.
Hohe Persönlichkeiten werfen internationalen Organisationen oft vor, sich in innenpolitische Angelegenheiten einzumischen. Sie verteidigen die Anti-Homosexualitäts-Gesetze als Aufrechterhaltung christlicher Werte. Es wird unter anderem argumentiert, dass auch Verbrechen im Privaten nicht toleriert werden sollten, ob nun jemand Kokain konsumiere oder schwulen Sex habe.

## Gesellschaftliche Situation
Eine Umfrage zur sexuellen Identität und Menschenrechten auf dem amerikanischen Kontinent vom Dezember 2003 sagt aus:

„Im karibischen Raum ist Jamaika der gefährlichste Ort für sexuelle Minderheiten. Dies ist begründet durch häufig schwerwiegende Angriffe gegen Schwule, die durch eine Popkultur von Reggae- und Dancehallsängern geschürt wird, da diese in ihren Liedtexten zum Verbrennen und Töten von Schwulen auffordern.
Drakonische Gesetze gegen sexuelle Aktivitäten zwischen Gleichgeschlechtlichen gelten nicht nur weiterhin in Jamaika, sondern auch fast im gesamten englischsprachigen Karibikraum.“

Laut Amnesty International

„ist die Schwulen- und Lesben-Community extremen Vorurteilen ausgesetzt… Schwule in Jamaika – oder Personen, die als schwul beschuldigt werden – sind regelmäßig Opfer von grober Misshandlung und Belästigungen seitens der Polizei, in seltenen Fällen kommt es sogar zur Folterung.“

### Politische Parteien
Die sozialdemokratische People’s National Party bewertet internationale Kritik an der Menschenrechtslage als Einmischung und behauptet entweder, dass Homophobie kein Problem im Lande sei oder dass eine Schwulenrechtsbewegung die konservativen und sozialen Werte des jamaikanischen Volkes verletzen würde.
Die regierende konservative Jamaica Labour Party (JLP) sieht ebenfalls keinen Handlungsbedarf, um die Situation von Lesben und Schwulen zu verbessern, obwohl 2004 der Alt-Justizminister Oswald Harding äußerte, dass Jamaika dem Vorbild Großbritanniens folgen und Homosexualität und Prostitution zwischen Erwachsenen, zunächst nur im Privaten, entkriminalisieren sollte. Beim Wahlkampf 2001 verwendete die Partei den Song Chi Chi man von T.O.K. als Themensong, der die Verbrennung und Ermordung von Schwulen zum Inhalt hat.  Ein Parlamentsmitglied der JLP, Ernest Smith, äußerte sich 2009 besorgt, dass Schwule die Polizei des Landes überrannt hätten, und wollte vom Innenminister wissen, warum so viele Schwule eine Lizenz zum Besitz einer Schusswaffe hätten.
Im April 2006 schwor der damalige Oppositionsführer Bruce Golding von der JLP in einem Artikel auf der Titelseite des Sunday Herald mit der Schlagzeile „No homos!“, dass „Homosexuelle keinen Platz in seinem Kabinett“ finden würden. Die Aussage wurde von verschiedenen Pfarrern und einem Gewerkschaftsvorsitzenden unterstützt. Nachdem er die Wahl im Jahr 2007 gewann, warnte er 2008 bei einem Staatsbesuch in London westliche Länder davor, seinem Land ausländische Werte aufzudrängen, was von jamaikanischen Aktivisten heftig kritisiert wurde.

### Öffentliche Meinung zu Schwulen, Lesben, Bi-, Pan- und Transsexuellen
2004 veröffentlichte Human Rights Watch einen Bericht über den Status von sexuellen Minderheiten in Jamaika. Darin wurde eine weit verbreitete Homophobie dokumentiert, und es wurde festgestellt, dass der hohe Grad der Intoleranz für die öffentlichen Bemühungen um Gewaltprävention und HIV-Prävention schädlich sei. Der Karibik-Raum hat die höchsten Fallzahlen von Neuinfektionen im amerikanischen Raum, wobei die Rate der Neuansteckungen bei Männern, die (auch) mit Männern Geschlechtsverkehr haben, besonders hoch ist.
Gemäß einer um 2004 durchgeführten Umfrage sprachen sich 96 Prozent der Jamaikaner gegen eine Lockerung der Strafgesetze in Bezug auf gleichgeschlechtlichen Verkehr aus. Viele Jamaikaner behaupten, ihre anti-schwule Haltung habe eine religiöse Begründung, da sie Homosexualität als unvereinbar mit ihrem christlichen Glauben erachten.

### Religionen
In vielen Fällen wird Homophobie mit der jeweils eigenen Religion begründet. Die meisten in Jamaika vertretenen und insgesamt vorherrschenden christlichen Konfessionen lehnen zumindest die praktizierte Homosexualität ab. Im Voodoo, das anders als im benachbarten Haiti eine religiöse Minderheit bildet, werden hingegen alle sexuellen Orientierungen einschließlich der praktizierten Homosexualität akzeptiert.

### Darstellung von sexuellen Minderheiten in Musik
OutRage!, eine Menschenrechtsgruppe mit Sitz im Vereinigten Königreich, hat zusammen mit der ebenfalls dort ansässigen Stop Murder music Coalition (SMM) sowie weiteren Gruppen eine internationale Kampagne gegen Homophobie unter Reggae-Sängern gestartet, die ihre schwulenfeindlichen Äußerungen in sogenannten Battyman-Tunes veröffentlichen. In diesem Zusammenhang wurde im Februar 2005 eine Vereinbarung getroffen zwischen diesen Organisationen und den Plattenlabels, die Dancehall-Musik vertreiben. Sie verpflichten sich darin, Live-Auftritte zu unterbrechen, sobald schwulenfeindliche Musik gespielt wird. Außerdem sollen unter ihrem Label keine schwulenfeindlichen Liedtexte veröffentlicht sowie derartige Lieder nicht erneut aufgelegt werden. Im Juli 2006 bestand diese Vereinbarung dem Anschein nach nicht mehr.
Das kanadische Hohe Kommissariat (Botschaft innerhalb des Commonwealth) in Jamaika verlangt von Musikern, die in Kanada auftreten wollen, eine Entertainer Declaration zu unterschreiben, in der sie bestätigen, Auszüge aus dem kanadischen Strafgesetz, der kanadischen Charta der Rechte und Freiheiten und das kanadische Menschenrechtsgesetz gelesen und vollständig verstanden zu haben, und sich verpflichten, nicht an Hassaktionen gegen Menschen wegen ihrer sexuellen Orientierung teilzunehmen oder solche zu befürworten.

### Reggae Compassionate Act
Mehrere Reggae-Stars, darunter Beenie Man, Sizzla und Capleton, unterzeichneten ein Abkommen mit den Initiatoren der Kampagne Stop Murder music. Sie verpflichteten sich darin, in Zukunft schwulenfeindliche Texte in ihren Songs zu unterlassen. Die Vereinbarung erwies sich im Wesentlichen als Fehlschlag, da sich die Künstler nicht an die Vereinbarung hielten.
2008 unterzeichnete Beenie Man nach Angaben des Kesselhaus in der Kulturbrauerei in Berlin zum zweiten Mal einen neuen Reggae Compassionate Act II. Der LSVD würdigte dies als „ersten Schritt“, bemängelte aber das Fehlen von Garantien gegen einen erneuten Bruch der Vereinbarung.